# Piotr Kacprzak
Piotr Kacprzak (ur. 23 stycznia 1998 w Radomiu) – polski grappler i zawodnik mieszanych sztuk walki (MMA). Były mistrz organizacji Babilon MMA w wadze piórkowej. Aktualnie związany z organizacją KSW, w której zajmuje 7 miejsce w oficjalnym rankingu wagi piórkowej.

## Kariera MMA

### Pierwsze amatorskie starty
Pierwsze amatorskie starty w mieszanych sztukach walki prezentował 18 grudnia 2016 roku podczas wydarzenia ALMMA 125, organizowanego przez Amatorską Ligę MMA, uzyskując bilans 3 zwycięstw i 2 porażek dla tej organizacji.
Następnie w 2017 trzykrotnie startował na różnych galach, zwyciężając m.in. dla takich federacji jak: MMA Amator Cup (MMAAC), Thunderstrike Fight League (TFL) oraz Madness Cage Fighting (MCF).

### Amatorskie walki dla Babilon MMA oraz jednorazowy powrót do MCF
W 2018 podpisał długoterminowy kontrakt z Babilon MMA, a debiut dla tej promocji odnotował 16 marca tego samego roku podczas gali Babilon MMA 3, na której to pokonał jednogłośnie na punkty (3x 30:27) Daniela Matuszka. Na kolejnej numerowanej gali Babilon MMA 4 takim samym werdyktem zwyciężył z Pawłem Szumlasem.
Kacprzak będąc na passie pięciu zwycięstw z rzędu, dostał szansę walki o pas mistrzowski Madness Cage Fighting, dla której już wcześniej walczył. Podczas gali MCF 4 odbytej 2 listopada 2018 uległ niejednogłośną decyzją sędziowską Gruzinowi, Giorgi Esiavie. Występ Kacprzaka poza Babilon MMA był jego jednorazową odskocznią.
Kacprzak po nieudanej próbie zdobycia pasa przeszedł na zawodową scenę MMA. Debiut zawodowy stoczył 15 grudnia 2018 podczas gali Babilon MMA 6, na której to poddał duszeniem zza pleców na 4 sekundy przed zakończeniem walki Filipa Lamparskiego.

### Przejście na zawodowstwo, dalsze walki dla Babilon MMA
25 stycznia 2019 podczas Babilon MMA 7 przegrał przez TKO (ciosy pięściami w parterze + poddanie się) z niepokonanym Dawidem Śmiełowskim, po urazie barku w pierwszej rundzie.
Dziewięć miesięcy później na Babilon MMA 10 poddał duszeniem zza pleców po trzech minutach debiutującego Łukasza Machalskiego.
Jeszcze tego samego roku na kolejnej edycji Babilon MMA 11 uległ przez techniczny nokaut Adamowi Soldajewowi, który ciosami w parterze rozprawił się z Kacprzakiem już w pierwszej rundzie.
29 maja 2020 na Babilon MMA 13 wypunktował decyzją jednogłośną (3x 30:27) Michała Folca.
Niespełna trzy miesiące później na Babilon MMA 15, która odbyła się 28 sierpnia 2020, przegrał po bliskiej walce werdyktem niejednogłośnym (29-28, 28-29, 29-28) z Hubertem Lottą. Do rewanżu obu zawodników doszło 12 lutego 2021 podczas wydarzenia Babilon MMA 19, jednak tym razem jednogłośną decyzją sędziowską (29-27, 30-25, 30-25) zwyciężył Kacprzak.
30 kwietnia 2021 podczas gali Babilon MMA 21 Kacprzak w ekspresowym stylu znokautował wysokim kopnięciem na głowę Konrada Furmanka. Starcie to trwało tylko 19 sekund.
W walce wieczoru gali Babilon MMA 25 zmusił do poddania się w ostatniej rundzie, po ciasno zapiętym duszeniu zza pleców, Krzysztofowi Gutowskiemu.

### KSW
10 marca 2022 najlepsza polska organizacja Konfrontacja Sztuk Walki ogłosiła zestawienie Piotra Kacprzaka z Brazylijczykiem, José Marcosem Limą Santiago Jr na galę KSW 68 w Radomiu. Kacprzak próbował efektownie poddać zawodnika z kraju kawy, jednak ostatecznie pewnie wygrał na punkty, stosunkiem 30:27 przez każdego sędziego punktującego to starcie.

### Powrót do Babilon MMA i informacja o udziale w DWCS
10 czerwca 2022 na Babilon MMA 29 został mistrzem tej federacji w wadze piórkowej, pokonując przez nokaut (kopnięcie na korpus) w trzeciej rundzie Damiana Zorczykowskiego.
Podczas pierwszej noworocznej gali Babilon MMA 34, która odbyła się 27 stycznia 2023 przystąpił do pierwszej obrony pasa mistrzowskiego. Kacprzak obronił swój tytuł, zwyciężając przez poddanie (duszenie zza pleców) w drugiej odsłonie z Krzysztofem Mendlewskim.
W lipcu 2023 roku menadżer Kacprzaka, Artur Gwódź poinformował fanów za pomocą Twittera, że jego zawodnik otrzymał szanse bycia rezerwowym w zbliżającej się edycji Dana White’s Contender Series, podczas której w przypadku zwycięstwa w efektownym stylu otrzymałby kontrakt z najlepszą federacją MMA na świecie – Ultimate Fighting Championship. Ostatecznie jednak nikt nie wypadł z wspomnianej rozpiski gali i do walki Kacprzaka nie doszło.
30 września 2023 podczas głównej walki wieczoru gali Babilon MMA 39 przystąpił po raz drugi do obrony tytułu mistrza. Rywalem Kacprzaka był pretendent będący na passie trzech zwycięstw z rzędu dla federacji Babilon MMA, Szymon Rakowicz. Niespodziewanie Kacprzak stracił tytuł w drugiej rundzie, poddając się po ciasno zapiętym duszeniu ninja przez Rakowicza.

### Powrót do KSW i dalsza kariera w Babilon MMA
W styczniu 2024 roku poinformowano, że Kacprzak swoją kolejną walkę stoczy po raz drugi dla federacji KSW oraz podano szczegóły jego starcia. 24 lutego podczas specjalnej gali XTB KSW Epic zawalczył w wadze lekkiej z Adamem Bryszem. Zawodnicy zmierzyli się w formule MMA, ale wystąpili w strojach charakterystycznych dla swojej bazowej dyscypliny. Pokonał rywala przez techniczny nokaut w rundzie pierwszej, dopisując tym samym 10 zawodowe zwycięstwo.
Niespełna miesiąc później po gali KSW Epic oczekiwano, że Kacprzak powróci do organizacji Babilon MMA na pojedynek z Błażejem Majdanem. Ostatecznie Kacprzak wycofał się z tego starcia. 
22 listopada 2024 podczas gali Babilon MMA 49: Polityło vs. Majdan w Radomiu, zmierzył się z doświadczonym Brazylijczykiem, Fabiano Silvą. Zwyciężył jednogłośnie na kartach punktowych. 
W grudniu 2024 roku dyrektor sportowy KSW, zapowiedział w wywiadzie dla portalu InTheCagePL, występ Kacprzaka na gali XTB KSW 102, która odbyła się 25 stycznia 2025 w Radomiu. Jego rywalem był doświadczony Brazylijczyk, Julio Cesar Neves Jr.. Kacprzak poddał rywala w trzeciej odsłonie duszeniem trójkątnym nogami. Po walce został nagrodzony przez organizację pierwszym bonusem za poddanie wieczoru. Zadebiutował również w oficjalnym rankingu wagi piórkowej KSW na pozycji ósmej. 
10 maja 2025 podczas wydarzenia XTB KSW 106 w Lyonie, zawalczył z Francuzem, Alioune Nahaye'em. Kacprzak po pierwszych dwóch wygranych rundach ostatecznie przegrał w trzeciej odsłonie z Francuzem, który najpierw naryszuł kolanem Radomianina, a następnie dołożył do tego uderzenia pięściami.  

## Grappling
Kacprzak poza karierą zawodnika MMA startował i zdobywał medale na mistrzostwach Polski w brazylijskim jiu-jitsu oraz w submission fightingu. 26 maja 2018 na Mistrzostwach Niemiec organizacji NAGA w Limburgu zdobył brązowy medal.

## Osiągnięcia
- 2016: Hungarian Open – 1. miejsce, kat. no-gi zaawansowani -65 kg (Budapeszt)[42]
- 2016: Octopus BJJ Cup 3 – 1. miejsce, kat. adult; niebieskie pasy -70 kg[43]
- 2017: VII Mistrzostw Polski NO-GI – 2. miejsce, kat. adult; niebieskie pasy -67,5 kg[44]
- 2017: IV Grand Prix Polski BJJ – 1. miejsce, kat. adult; niebieskie pasy -70 kg (Mińsk Mazowiecki)[45]
- 2017: XIII Mistrzostw Polski ADCC – 1. miejsce, kat. początkujący/średnio-zaawansowani -open (bez limitu wagowego)[46]
- 2017: VII Puchar Polski No Gi Jiu Jitsu – 1. miejsce, kat. adult; purpurowe pasy -67,5 kg[47]
- 2017: VIII Turnieju No GI Fight Grappler CUP – 1. miejsce, kat. adult; purpurowe pasy -73,5 kg (Mińsk Mazowiecki)[48]
- 2017: XIII Pucharu Polski ADCC – 2. miejsce, kat. zaawansowani; -70 kg (Kraków)[49]
- 2018: XIV Mistrzostw Polski ADCC Submission Fighting – 1. miejsce, kat. zaawansowani; -70 kg (Warszawa)[50]
- 2018: Mistrzostwa Niemiec NAGA – 3. miejsce, kat. no gi intermediate feather (Limburg an der Lahn)[51]
- 2019: XV Mistrzostw Polski w BJJ – 1. miejsce, kat. adult; brązowe pasy; -70 kg (Katowice)[52]
- 2020: X Mistrzostw Polski No-Gi Jiu-jitsu – 2. miejsce, kat. adult; brązowe pasy; -73,5 kg (Luboń)[53]
- 2020: XVI Mistrzostw Polski ADCC – 1. miejsce, kat. zaawansowani; -76 kg (Warszawa)[54]
- 2022–2023: Mistrz Babilon MMA w kat. piórkowej do 65,8 kg[2][3]

## Lista zawodowych walk w MMA
| Wynik     | Bilans | Przeciwnik (bilans przed walką)      | Rozstrzygnięcie                            | Runda | Czas | Rozgrywki                                 | Data       | Miejsce      | Uwagi                                                                                      |
| --------- | ------ | ------------------------------------ | ------------------------------------------ | ----- | ---- | ----------------------------------------- | ---------- | ------------ | ------------------------------------------------------------------------------------------ |
| Przegrana | 12-5   | Alioune Nahaye (15-4)                | TKO (kolano na korpus i ciosy pięściami)   | 3     | 0:30 | XTB KSW 106: Parnasse vs. Ziółkowski      | 10.05.2025 | Lyon         |                                                                                            |
| Wygrana   | 12-4   | Julio Cesar Neves Jr. (36-2)         | Poddanie (duszenie trójkątne nogami)       | 3     | 2:19 | XTB KSW 102: Przybysz vs. Azevedo         | 25.01.2025 | Radom        | Bonus za poddanie wieczoru.                                                                |
| Wygrana   | 11-4   | Fabiano Silva (34-16-1)              | Decyzja (jednogłośna)                      | 3     | 5:00 | Babilon MMA 49: Polityło vs. Majdan       | 22.11.2024 | Radom        |                                                                                            |
| Wygrana   | 10-4   | Adam Brysz (2-0)                     | TKO (ciosy pięściami)                      | 1     | 1:18 | XTB KSW Epic: Khalidov vs. Adamek         | 24.02.2024 | Gliwice      | Walka w wadze lekkiej. Walka w charakterystycznych strojach dla swojej bazowej dyscypliny. |
| Przegrana | 9-4    | Szymon Rakowicz (5-2)                | Poddanie (duszenie ninja)                  | 2     | 4:12 | Babilon MMA 39: Kacprzak vs. Rakowicz     | 30.09.2023 | Radom        | Stracił pas mistrzowski Babilon MMA w wadze piórkowej. Main Event                          |
| Wygrana   | 9-3    | Krzysztof Mendlewski (5-2)           | Poddanie (duszenie zza pleców)             | 2     | 4:13 | Babilon MMA 34: Kacprzak vs. Mendlewski   | 27.01.2023 | Żyrardów     | Obronił pas mistrzowski Babilon MMA w wadze piórkowej. Main Event                          |
| Wygrana   | 8-3    | Damian Zorczykowski (8-5)            | KO (kopnięcie na korpus i ciosy pięściami) | 3     | 0:52 | Babilon MMA 29: Kacprzak vs. Zorczykowski | 10.06.2022 | Radom        | Zdobył wakujący pas mistrzowski Babilon MMA w wadze piórkowej. Main Event                  |
| Wygrana   | 7-3    | José Marcos Lima Santiago Jr. (11-4) | Decyzja (jednogłośna)                      | 3     | 5:00 | KSW 68: Parnasse vs. Rutkowski            | 19.03.2022 | Radom        | Debiut w KSW.                                                                              |
| Wygrana   | 6-3    | Krzysztof Gutowski (8-1)             | Poddanie (duszenie zza pleców)             | 3     | 2:53 | Babilon MMA 25: Kacprzak vs. Gutowski     | 08.10.2021 | Łomża        | Main Event                                                                                 |
| Wygrana   | 5-3    | Konrad Furmanek (2-3)                | KO (kopnięcie na głowę)                    | 2     | 0:19 | Babilon MMA 21: Pawlak vs. Guzev          | 30.04.2021 | Warszawa     |                                                                                            |
| Wygrana   | 4-3    | Hubert Lotta (2-1)                   | Decyzja (jednogłośna)                      | 3     | 5:00 | Babilon MMA 19: Stawowy vs. Szaflarski    | 12.02.2021 | Warszawa     |                                                                                            |
| Przegrana | 3-3    | Hubert Lotta (1-1)                   | Decyzja (niejednogłośna)                   | 3     | 5:00 | Babilon MMA 15: Skibiński vs. Medvedovski | 28.08.2020 | Biała Rawska |                                                                                            |
| Wygrana   | 3-2    | Michał Folc (4-2)                    | Decyzja (jednogłośna)                      | 3     | 5:00 | Babilon MMA 13: Live in Studio            | 29.05.2020 | Warszawa     |                                                                                            |
| Przegrana | 2-2    | Adam Soldajew (3-1)                  | TKO (niskie kopnięcia)                     | 1     | 1:33 | Babilon MMA 11: Skibiński vs. Nalgiev     | 13.12.2019 | Radom        |                                                                                            |
| Wygrana   | 2-1    | Łukasz Machalski (0-0)               | Poddanie (duszenie zza pleców)             | 1     | 3:10 | Babilon MMA 10: Podziemny Krąg            | 26.10.2019 | Wieliczka    |                                                                                            |
| Przegrana | 1-1    | Dawid Śmiełowski (3-0)               | TKO (kontuzja ramienia)                    | 1     | 1:46 | Babilon MMA 7: Kita vs. Głuchowski        | 25.01.2019 | Żyrardów     | Limit umowny do 67 kg.                                                                     |
| Wygrana   | 1-0    | Filip Lamparski (1-1)                | Poddanie (duszenie zza pleców)             | 3     | 4:56 | Babilon MMA 6: Pawlak vs. Skibiński       | 15.12.2018 | Raszyn       |                                                                                            |